# Brazylijska Formuła 2
Brazylijska Formuła 2, Torneio Internacional de Fórmula 2 do Brasil – seria wyścigowa, organizowana w Brazylii w latach 1971–1972.

## Historia
Była to międzynarodowa seria, organizowana w październiku i listopadzie. W pierwszym sezonie rozegrano cztery wyścigi, na torach Interlagos, Porto Allegre i Córdoba. Mistrzostwo po wygraniu dwóch wyścigów zdobył Emerson Fittipaldi w Lotusie. Rok później odbyły się trzy eliminacje, wszystkie na torze Interlagos. Tytuł obronił wówczas Fittipaldi.

## Mistrzowie
| Sezon | Kierowca           | Zespół       | Samochód      |
| ----- | ------------------ | ------------ | ------------- |
| 1971  | Emerson Fittipaldi | Team Bardahl | Lotus 69-Ford |
| 1972  | Emerson Fittipaldi | Team Lotus   | Lotus 69-Ford |